# サン＝ルイ島 (セネガル)
座標: 北緯16度00分53秒 西経16度29分20秒 / 北緯16.014796度 西経16.488762度
サン＝ルイ島は、セネガル北西部のサン＝ルイ地方、セネガル川河口に浮かぶ島。大西洋に対面する。
島の中心部には、かつてフランス領西アフリカの首都だった都市サン＝ルイがある。この島は、都市サン＝ルイの歴史的町並みを主たる理由として、ユネスコの世界遺産に登録されている。

## 地理

### 地形

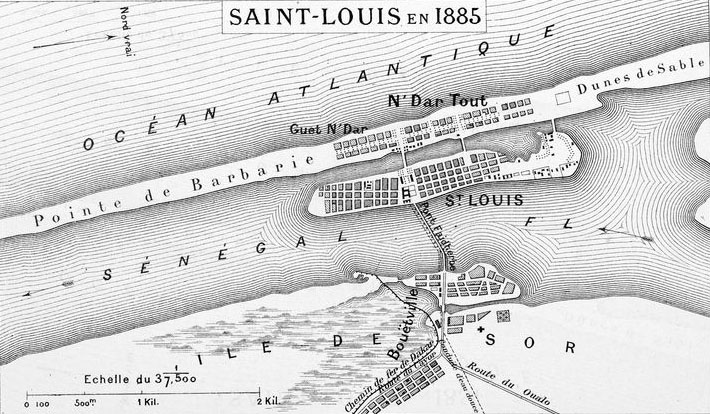
1885年に描かれたサン＝ルイ島

サン＝ルイ島はセネガル川河口に浮かぶ細長い三角州である。長さは約2500m、幅約350mで、島の西側のムスタファ・マリク・ゲー橋で本土と結ばれている。
また、サン＝ルイ島近辺には、モーリタニアからセネガルのサン＝ルイまで60kmにわたって伸びる砂州ラング・ド・バルバリー（Langue de Barbarie,「バルバロイの舌」の意）が存在している。

### 気候
サン＝ルイ島は熱帯に属し、雨季と乾季がはっきり分かれている。
暑く湿潤で嵐に見舞われる雨季（6月から10月）は、しばしば川の氾濫を招く。これが湿地やマングローブ林を形成し、そこに生息する鳥類を惹きつける要因となっている。
乾季（11月から5月）は海から涼しい風が吹いてくれるが、他方でサヘルの境界に位置することから激しい砂嵐にも見舞われる。

## 歴史
1659年にフランスが、この島に植民都市サン＝ルイ＝デュ＝フォール (Saint-Louis-du-Fort) を建造した。この町はセネガルにおけるフランス最初の恒常的拠点であり、後にサン＝ルイとなった。名称サン＝ルイ（聖なるルイ）は聖王ルイに肖るものであるとともに、当時在位していたルイ大王にちなむものであったという。

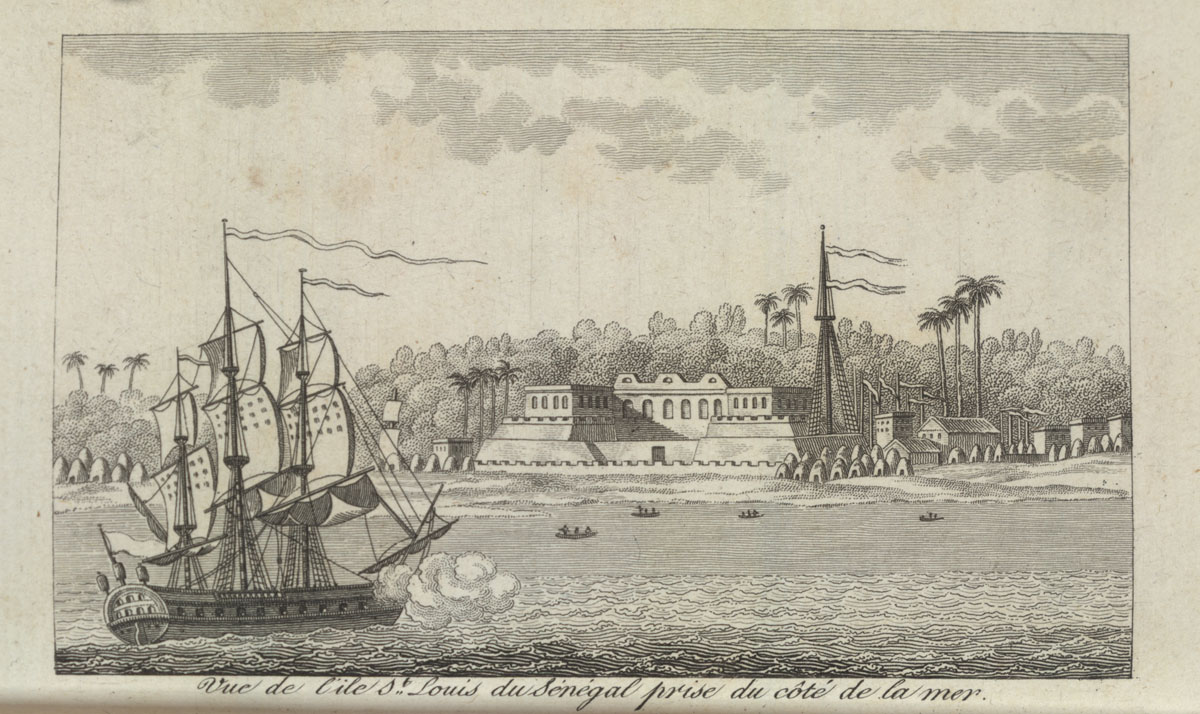
1780年のサン＝ルイ

奴隷貿易が盛んになると、サン＝ルイは大西洋の玄関とサハラ交易ルートの途上という地理的重要さから大いに栄えることとなった。
都市サン＝ルイは1872年から1957年まで、フランス領西アフリカの首都として政治的にも重要な位置にあった。

## 世界遺産
島のうち、中心部の長さ1300m、幅350mの区画が「サン＝ルイ島」として、ユネスコの世界遺産に登録されている（河川部を含む周辺が緩衝地域登録）。名称こそ「サン＝ルイ島」だが、実質的にはその中心部で栄えた都市サン＝ルイの特質が評価されたものである。実際のところ、文化遺産としてのカテゴリーは、「サイト・遺跡」(site) でなく「建造物群」(group of buildings) である。
その町の古い街並みには、植民地時代に計画的に整備された都市の建造物群が現存しているため、西アフリカにおける植民地支配の様子を現代に伝える貴重な例証となっている。

## 登録基準
この世界遺産は世界遺産登録基準のうち、以下の条件を満たし、登録された（以下の基準は世界遺産センター公表の登録基準からの翻訳、引用である）。
- (2) ある期間を通じてまたはある文化圏において、建築、技術、記念碑的芸術、都市計画、景観デザインの発展に関し、人類の価値の重要な交流を示すもの。
- (4) 人類の歴史上重要な時代を例証する建築様式、建築物群、技術の集積または景観の優れた例。